# Kroppefjälls landskommun
Kroppefjälls landskommun var en tidigare kommun.

## Administrativ historik
Kommunen bildades vid kommunreformen 1952 genom sammanläggning av de tidigare kommunerna Dalskog, Gunnarsnäs och Ör. Den fick sitt namn efter högplatån Kroppefjäll i Dalsland.
Kommunen upphörde år 1969 då den lades samman med dåvarande Melleruds köping som 1971 ombildades till Melleruds kommun.
Kommunkoden var 1509.

### Kyrklig tillhörighet
I kyrkligt hänseende tillhörde kommunen Dalskog, Gunnarsnäs och Ör. Sedan 2010 omfattar Örs församling samma område som Kroppefjälls landskommun.

## Geografi
Kroppefjälls landskommun omfattade den 1 januari 1952 en areal av 259,28 km², varav 231,57 km² land.

### Tätorter i kommunen 1960
I Kroppefjälls landskommun fanns tätorten Dals Rostock, som hade 621 invånare den 1 november 1960. Tätortsgraden i kommunen var då 23,5 procent.

## Politik

### Mandatfördelning i valen 1950–1966
| 7 | 3 | 16 | 6 | 3 |

| 30 | 5 |

| 8 | 8 | 15 | 4 |

| 28 | 7 |

| 6 | 5 | 17 | 7 |

| 32 |

| 7 | 17 | 5 | 6 |

| 33 |

| 6 | 18 | 4 |  | 6 |

| 32 |